# Муратов, Владимир Сергеевич
Влади́мир Серге́евич Мура́тов (1929—2005) — советский, российский художник декоративно-прикладного искусства по стеклу, керамике и эмали. Народный художник РСФСР (1989), член РАХ, обладатель многочисленных наград и премий СССР и России.

## Биография

### Ранние годы
Будущий художник родился 27 августа 1929 года в селе Хмелёвка Сорокинского (сейчас Заринского) района Сибирского края).

Родители расстались и мать Аполлинария Гавриловна вышла замуж вторично за Сергея Яковлевича Муратова, от которого родила дочерей Валентину, Лидию и Ларису. Сергей Яковлевич признал Володю сыном, дал ему свои отчество и фамилию. К несчастью, Сергей Яковлевич скончался в 1939 году в Горно-Алтайске от скоротечного туберкулёза и десятилетний Володя остался единственным мужчиной в семье, которая сначала переехала в деревню Чоя, а затем в деревню Энерга.

Вскоре после смерти мужа Аполлинария Гавриловна была репрессирована и дети оказались в детских домах. Там их застала война.

После войны мать была освобождена и семья воссоединилась в эвакуации в Алма-Ате. Там Володя работал токарем на заводе. Затем он завербовался на лесосплав в Барнаул, где и закончил вечернюю школу.

### Начало творческого пути

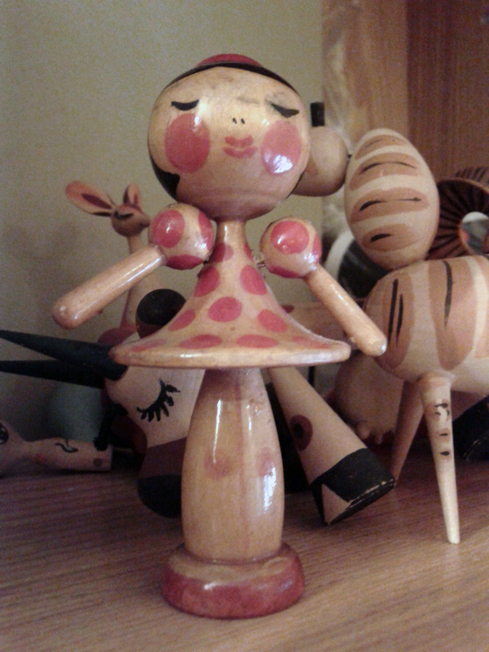
деревянные игрушки Муратова

Семья переехала в Новокузнецк к родне, Володя продолжая работать токарем на НКМК, ходил во Дворец металлургов к преподавателю Г. И. Улько в класс рисования. Определившись с решением продолжать художественное образование, по совету преподавателя в 1952 году будущий академик поехал в Одессу и поступил в Одесское художественное училище на керамическое отделение. По окончании в 1957 году поехал в Барановку (Житомирская область) работать на фарфоровом заводе.
Созданная им композиция «Украинские петушки и курочки» были отмечены на Всемирной выставке в Брюсселе 1958 года. Однако уже в 1959 художник решает продолжить образование в ЛВХПУ имени В. И. Мухиной на отделении стекла у В. Ф. Маркова, Б. А. Смирнова, К. М. Митрофанова. По окончании училища в 1966 году распределился в город Фрунзе (современный Бишкек).
Ожидая разрешения на открытие собственной мастерской преподаёт во Фрунзенском художественном училище и работает в Художественном фонде Киргизской ССР, где создаёт коллекцию деревянных кукол. Не видя перспектив с мастерской, возвращается в Ленинград и перераспределяется в 1966 году в Гусь-Хрустальный на Гусевской хрустальный завод.
Наработав опыт, в 1970 году становится членом СХ СССР, продолжает развиваться и создаёт вазу «Катунь», с которой едет на выставку стекла в Венецию. По возвращении Владимир Сергеевич, глубоко впечатлённый поездкой, создал скульптурную композицию «Воспоминание о Венеции», принесшую ему профессиональную известность. В это же время он начал работать над возрождением утраченной техники гутного стекла и не только добился успеха, но и усовершенствовал эту старинную технику.

### Признание, начало академического периода

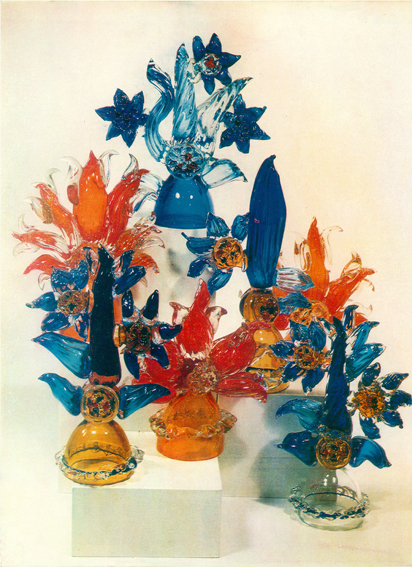
Цветы Алтая
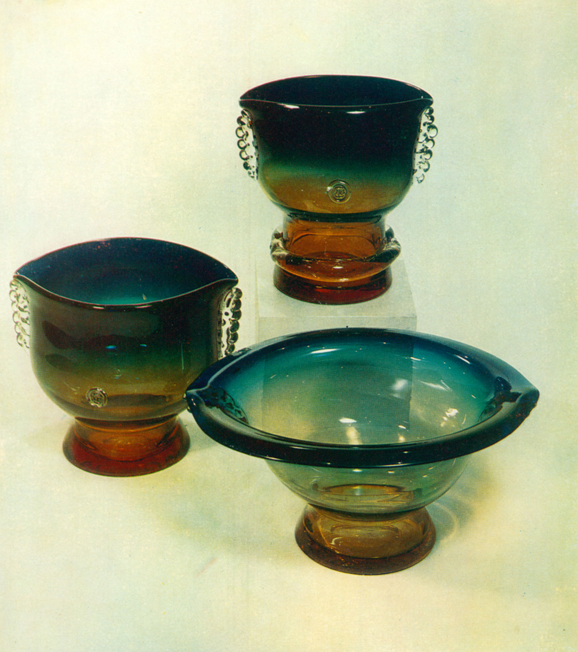
Рассвет-разлив
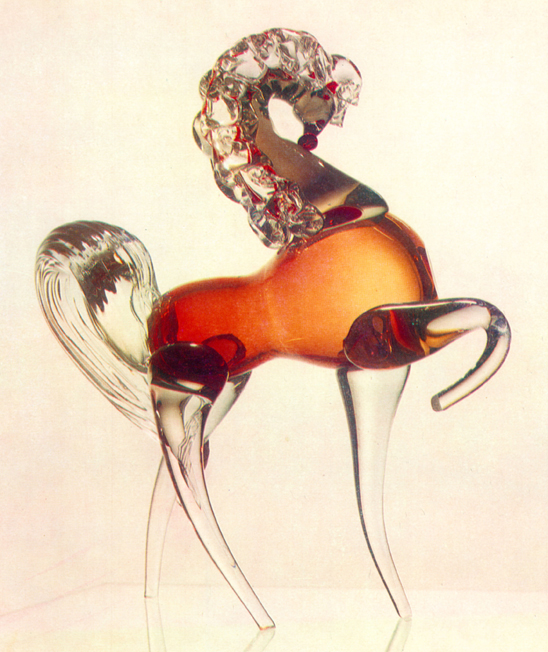
Сивка-бурка
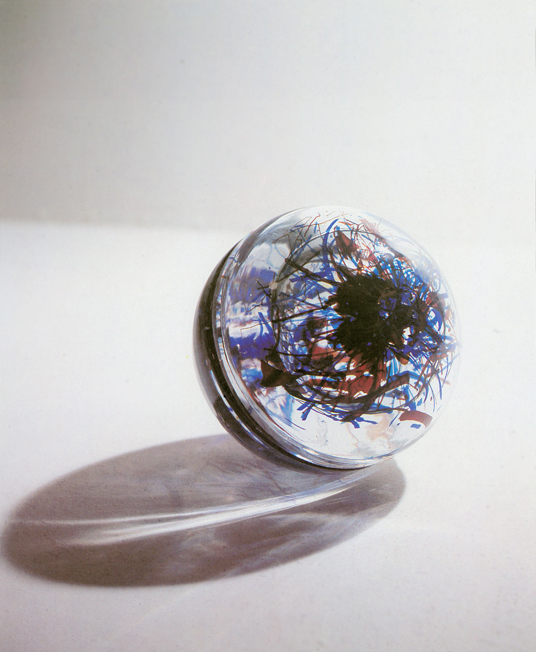
Плывущая планета

В 1974 году стал лауреатом Государственной премии РСФСР имени И. Е. Репина.
С редкой работоспособностью он продолжает работать как над разработкой поточных моделей так и над экспериментальными, авторскими произведениями, среди которых «Согдиана», за которую он получил в 1978 году Золотую медаль АХ СССР, в 1988 году член-корреспондент АХ СССР в 1989 году он становится одним из последних Народных Художников РСФСР, а затем наступили 1990-е годы. Завод переживал кризис и в 1997 году Владимиру Сергеевичу пришлось его покинуть.

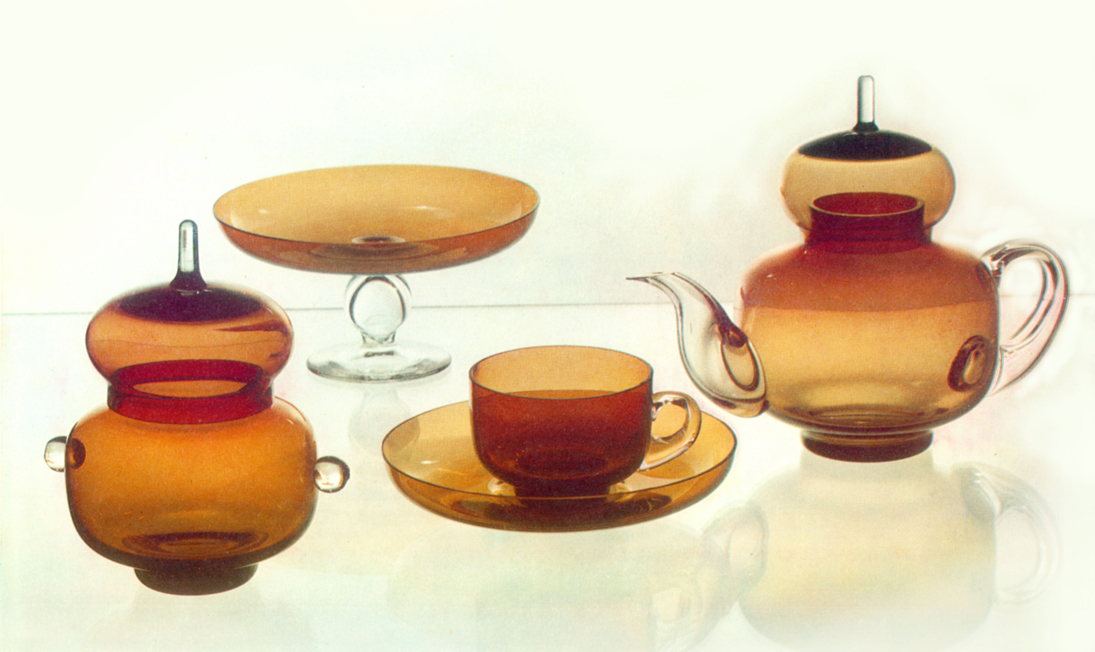
Чайный сервиз (стекло)
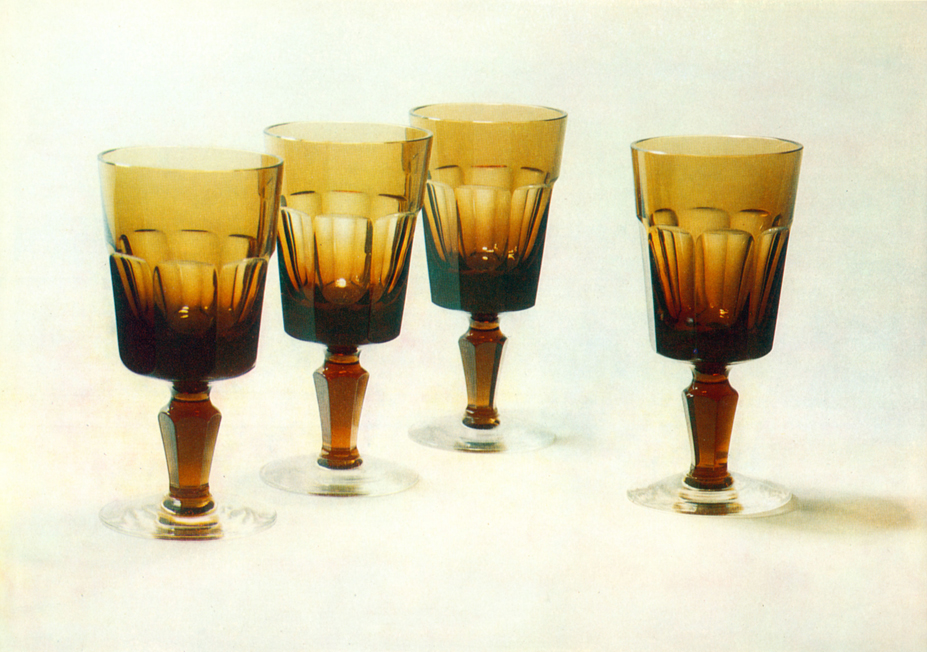
Бокалы (стекло)
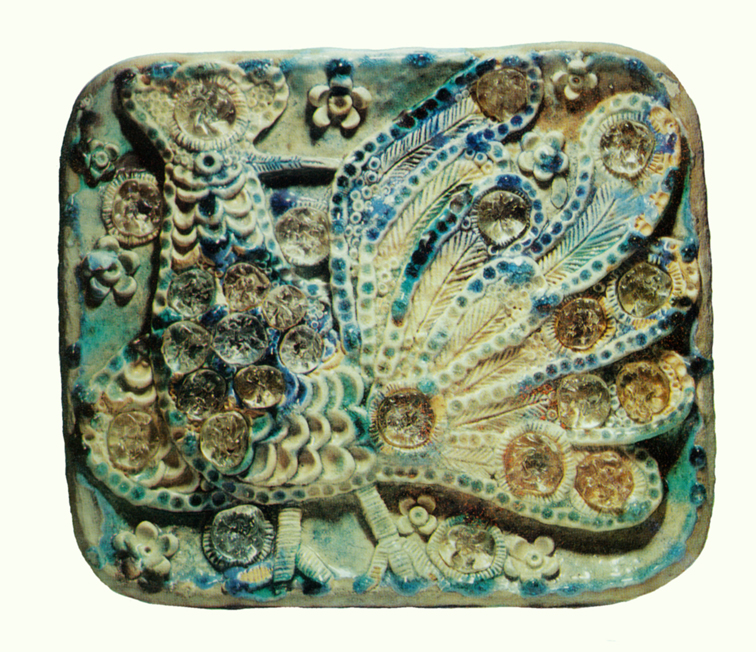
Жар-птица (керамика)
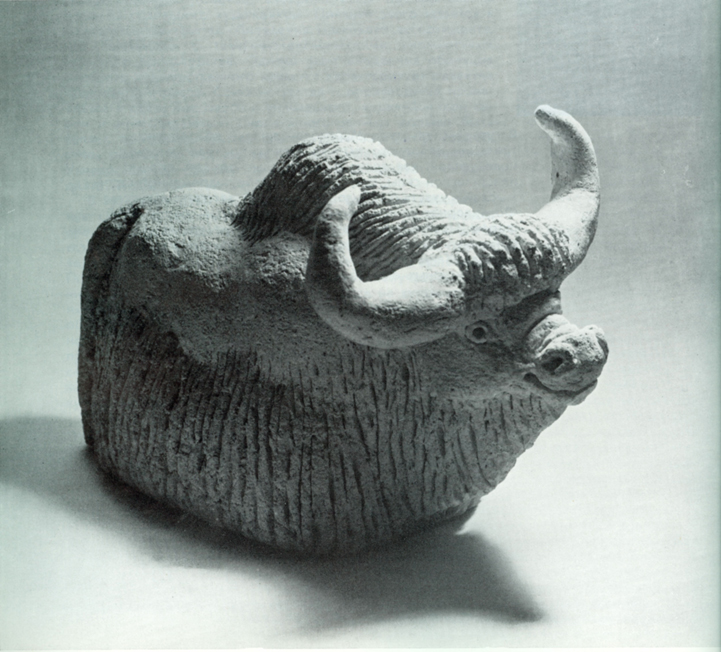
Як (керамика)

### Академический период — эмали
Умевший «преодолевать обстоятельства» художник не растерялся. Его привлекало «искусство рожденное в огне» и он отдал своё внимание новому для него направлению — эмалям. Начал посещать международные симпозиумы эмальеров в Ростове и довольно быстро нащупал свой стиль — легкий как акварель и в то же время экспрессивный.
Путешествуя по средний Азии, Кавказу, Греции, Индии, Непалу Муратов пишет акварели, некоторые из которых впоследствии стали эскизами к эмалям.
В 2000 году Владимир Сергеевич стал почетным гражданином города Гусь-Хрустальный.
В 2001 Действительный член Российской академии художеств.
То есть в свой академический период творчества Владимир Сергеевич, широко известный как художник по стеклу, занимался не столько стеклом, сколько эмалями и рисунком.
Из интервью: «Очень горжусь тем, — говорил художник, — что из 360 моих творческих работ три находятся в Эрмитаже, это для меня большая честь. Шестнадцать работ хранится в Русском музее, есть мое стекло в Историческом музее, во Всероссийском музее декоративно-прикладного искусства, в музее „Кусково“, в Музее современного искусства — на Петровке, в Академии художеств, в Музее хрусталя в родном городе Владимире. Несколько моих работ попали в знаменитый музей Корнинг, в Америке, где собраны лучшие образцы стекла от Древнего Египта до наших дней, в музей стекла в Осаке.»
В 2005 году, в канун нового года Владимир Сергеевич скоропостижно скончался. Он работал до последнего.

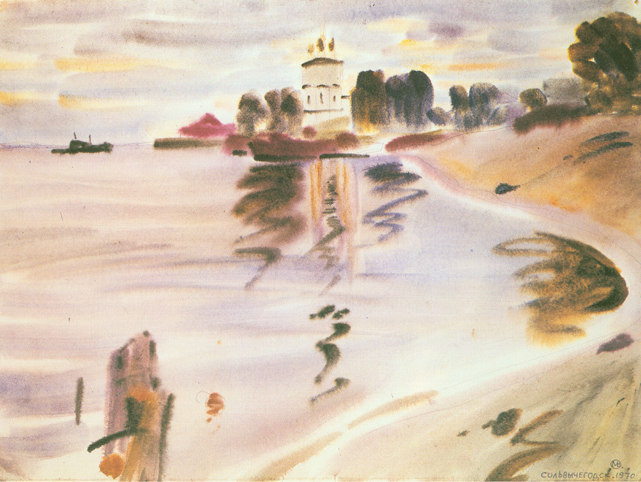
Соль-Вычегодск, акварель
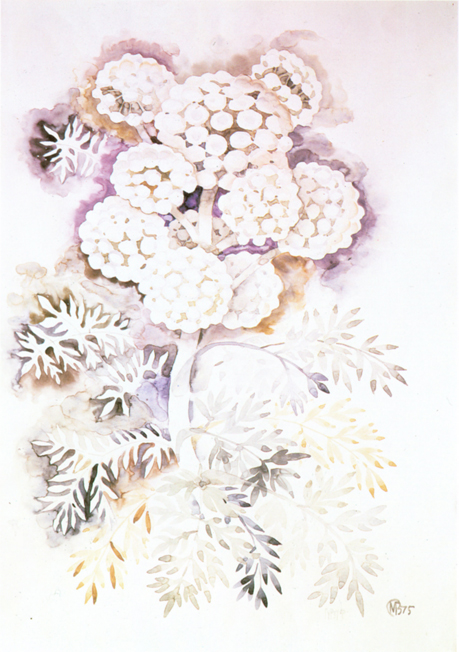
Крым, акварель
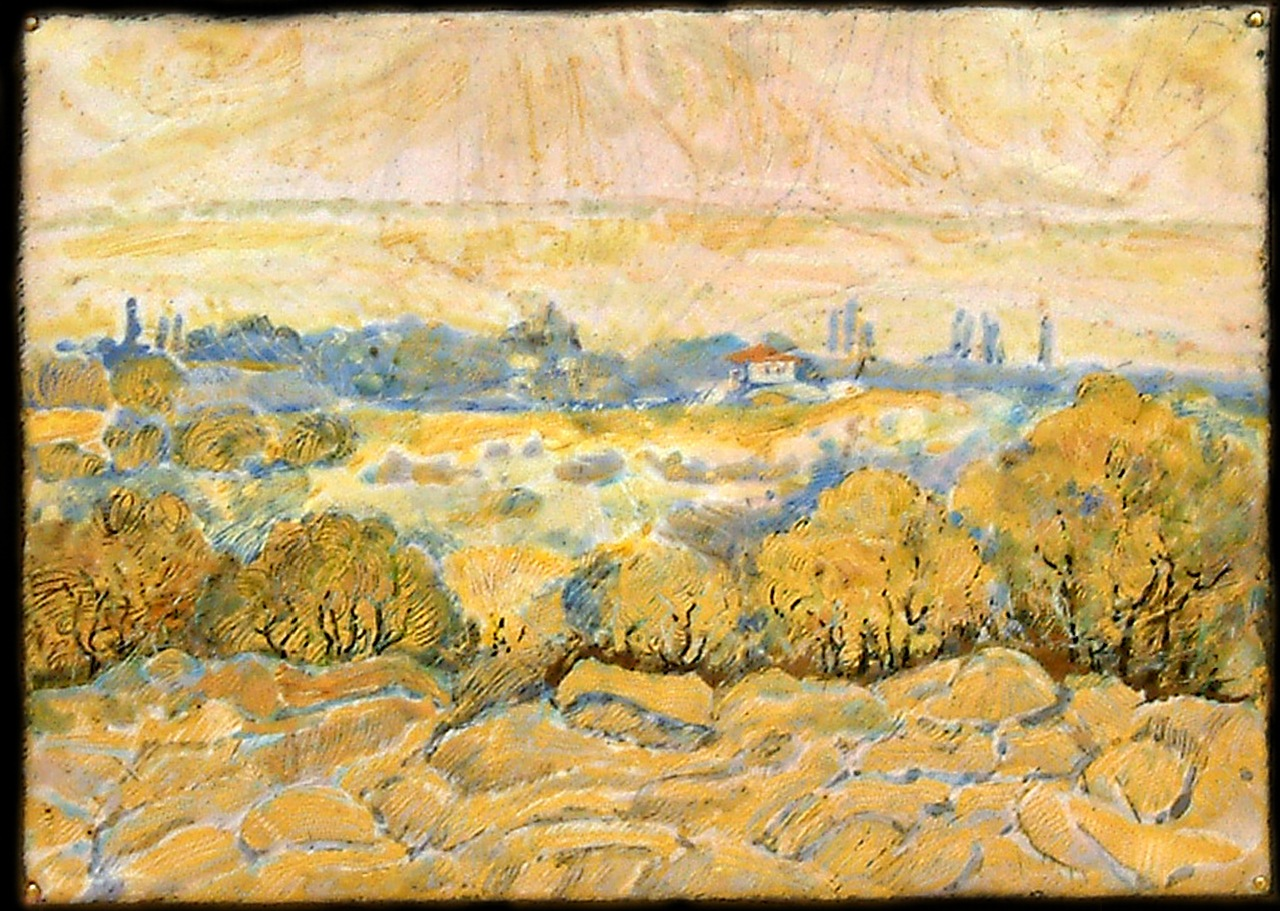
Армения (Бюрегаван), 2004, эмаль
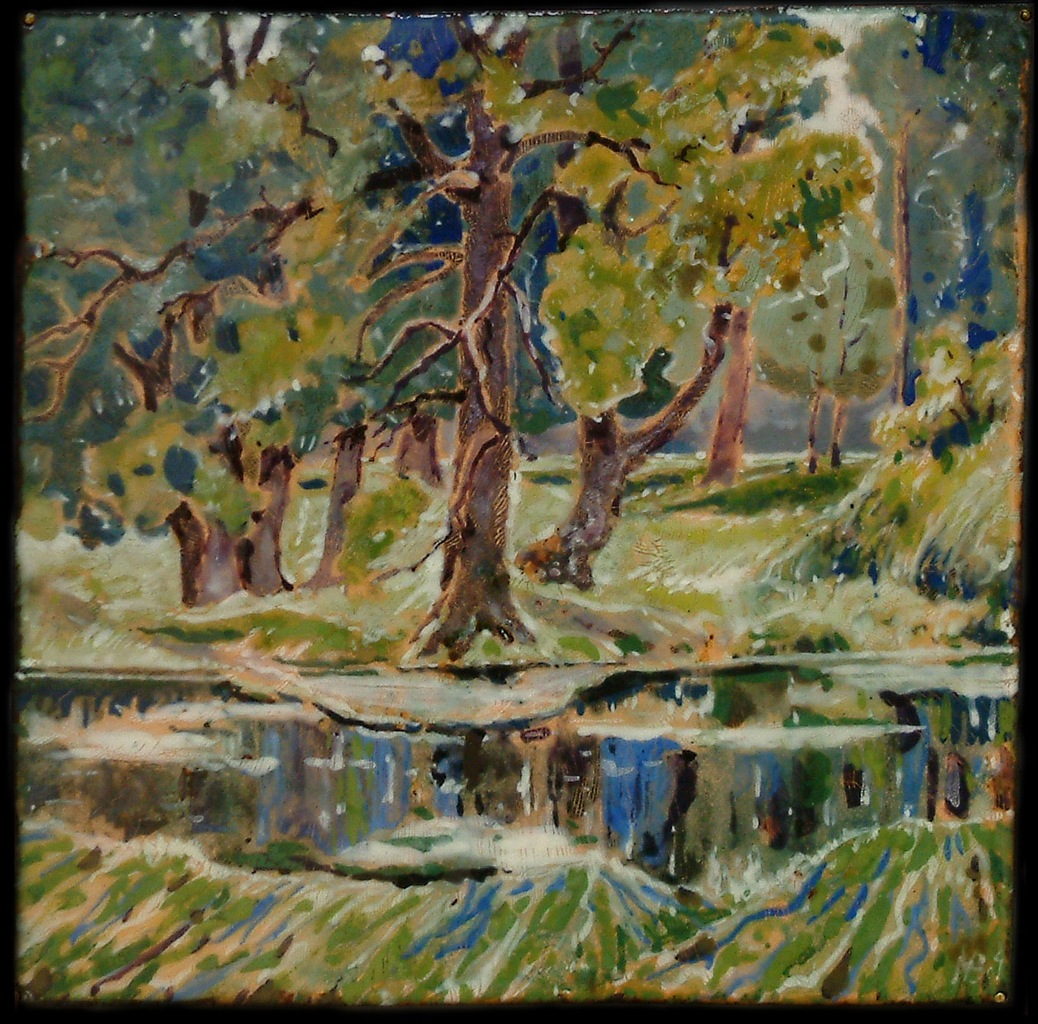
Мещера, лето 2004, эмаль

## Награды, дипломы, персональные выставки
- 1969 — Диплом ΙΙΙ степени «Хрустальный конкурс декоративных искусств».
- 1972 — Диплом Ι степени участнику выставки «Художественное стекло заводов РСФСР».
- 1973 — Диплом за творческие успехи на выставке массовых видом художественных изделий, выпускаемых предприятиями РСФСР.
- 1974 — Заслуженный художник РСФСР.
- Почётная грамота Совета Министров РСФСР.
- 1974 — Государственная премия РСФСР имени И. Е. Репина.
- 1977 — 2-я премия Квадриеннале социалистических стран в Эрфурте.
- 1978 — Золотая медаль Академии художеств СССР.
- 1989 — Народный художник РСФСР.
- 1989 — Выставка на Международном симпозиуме европейской стекольной пластики в Льеже.
- 1990 — Выставка в Гусь-Хрустальном.
- 1992 — Выставка во Львове.
- 1993 — Выставка в Японии[где?].
- 1994 — Выставка на международном симпозиуме в Венеции.